# قائمة نواب رئيس مجلس الأمة الكويتي
نائب رئيس مجلس الأمة الكويتي هو ثاني منصب في مجلس الأمة الكويتي حيث ينوب نائب الرئيس عن رئيس المجلس في ممارسة صلاحياته في حال غيابه.

## نظام انتخاب نائب رئيس مجلس الأمة
وفقاً للمادة 92 من الدستور يختار مجلس الأمة في أول جلسة له من بين أعضائه نائب الرئيس ويكون الأنتخاب بالأغلبية المطلقة للحاضرين فأن لم تتحقق الأغلبية في المرة الأولى يعاد الأنتخاب بين الأثنين الحاصلين على أكثر الأصوات فأن تساوى مع ثانيهما غيره أشترك معهما في أنتخاب المرة الثانية ويكون الأنتخاب في هذه الحالة بالأغلبية النسبية فأن تساوى أكثر من واحد في الحصول على الأغلبية النسبية تم الأختيار بينهم بالقرعة، ويكون أنتخاب نائب الرئيس خلال الجلسة عن طريق الأنتخاب السري

## قائمة نواب رئيس مجلس الأمة
| رقم | الاسم                | الصورة         | توّلى المنصب    | ترك المنصب            | الفصل التشريعي                |
| --- | -------------------- | -------------- | -------------- | --------------------- | ----------------------------- |
| 1   | سعود العبدالرزاق     |                | 29 يناير 1963  | 2 مارس 1965           | الفصل التشريعي الأول          |
| 2   | أحمد السرحان         |                | 2 مارس 1965    | 29 يناير 1967         | الفصل التشريعي الأول          |
| 3   | خالد الغنيم          |                | 7 فبراير 1967  | 7 فبراير 1971         | الفصل التشريعي الثاني         |
| 4   | يوسف المخلد          |                | 10 فبراير 1971 | 10 فبراير 1975        | الفصل التشريعي الثالث         |
| 5   | أحمد السعدون         |                | 11 فبراير 1975 | 29 أغسطس 1976         | الفصل التشريعي الرابع         |
| 5   | أحمد السعدون         | 9 مارس 1981    | 9 مارس 1985    | الفصل التشريعي الخامس |                               |
| 6   | صالح الفضالة         |                | 9 مارس 1985    | 3 يوليو 1986          | الفصل التشريعي السادس         |
| 6   | صالح الفضالة         | 20 أكتوبر 1992 | 20 أكتوبر 1996 | الفصل التشريعي السابع |                               |
| 7   | طلال العيار          |                | 20 أكتوبر 1996 | 4 مايو 1999           | الفصل التشريعي الثامن         |
| 8   | مشاري العنجري        |                | 17 يوليو 1999  | 21 مايو 2006          | الفصل التشريعي التاسع والعاشر |
| 9   | الدكتور محمد البصيري |                | 12 يوليو 2006  | 19 مارس 2008          | الفصل التشريعي الحادي عشر     |
| 10  | فهد اللميع           |                | 1 يونيو 2008   | 17 مارس 2009          | الفصل التشريعي الثاني عشر     |
| 11  | عبد الله الرومي      |                | 31 مايو 2009   | 7 أكتوبر 2012         | الفصل التشريعي الثالث عشر     |
| 12  | مبارك الخرينج        |                | 6 أغسطس 2013   | 16 أكتوبر 2016        | الفصل التشريعي الرابع عشر     |
| 13  | عيسى الكندري         |                | 11 ديسمبر 2016 | 11 ديسمبر 2020        | الفصل التشريعي الخامس عشر     |
| 14  | أحمد الشحومي         |                | 15 ديسمبر 2020 | 1 مايو 2023           | الفصل التشريعي السادس عشر     |
| 15  | محمد المطير          |                | 20 يونيو 2023  | 15 فبراير 2024        | الفصل التشريعي السابع عشر     |